# Mistrovství Evropy v plaveckých sportech 1995
Mistrovství Evropy v plaveckých sportech za rok 1995 proběhlo ve Vídni, Rakousko ve dnech 17. až 27. srpna 1995.
Soutěže
- Plavání
- Plavání na otevřené vodě
- Skoky do vody
- Umělecké plavání
- Vodní pólo